# Негативни инотропни лекови
Негативни инотропни лекови су била која једињења или агенси који слабе снагу мишићне контракције,  најчешће у контексту срчаног мишића.

## Начин дејства и примена
Негативни инотропи лекови делују тако што успоравају срчани ритам  и смањују контрактилност срчаног мишића, што резултује смањењем стреса на срце што му дозвољавају да куца са мање снаге.
Услови који могу захтевати примену негативаних инотропних лекова укључују:
- хипертензију (висок крвни притисак)
- отказивање срца
- бол у грудима (ангина пекторис)
- неправилан срчани ритам
- претходни срчани удар

Негативни инотропи се могу давати путем интравенске линије или као орални лекови, у зависности од тежине стања пацијента.
Када је неопходна ив примена ових лекова треба узети у обзир различит степен негативног инотропног нежељеног дејства, посебно код пацијената са смањеном функцијом леве срчане коморе.

## Врсте
Негативни инотропи  укључују бета-блокаторе, блокаторе калцијумских канала и антиаритмичке лекове и сви они делују на различите начине:
Бета-блокатори  „блокирају“ ефекте адреналина на бета рецепторима. Ово успорава нервне импулсе који путују кроз срце. Као резултат, дејства срце не мора да ради толико тешко јер му је потребно мање крви и кисеоника. Бета-блокатори такође блокирају импулсе који могу изазвати аритмију.
Блокатори калцијумових канала  успоравају брзину којом калцијум прелази у срчани мишић и у зидове крвних судова. Ово опушта крвне судове, што омогућавају лакши проток крви кроз њих, и доводи дом снижавања крвног притиска.
Антиаритмички лекови  који успоравају електричну проводљивост у срцу.

## Листа негативних инотропних лекова[3]
| Лекови      | Опис лека |
| ----------- | --- |
| Дилтиазем   | Блокатор калцијумских канала који се користи за лечење хипертензије и за лечење хроничне стабилне ангине. |
| Верапамил   | Не-дихидропиридин блокатор калцијумових канала који се користи у лечењу ангине пекторис, аритмије срца и хипертензије. |
| Кинидин     | Лек који се користи за обнављање нормалног синусног ритма, лечење преткоморске фибрилације и треперења срца и лечење коморских аритмија срца.                                                                                     |
| Прокаинамид | Лек који се користи за лечење коморских аритмија срца опасних по живот. |
| Дизопирамид | Антиаритмички лек класе 1А који се користи за лечење коморских аритмија опасних по живот. |
| Флекаинид   | Антиаритмички лек класе 1ц који се користи за лечење преткоморске фибрилације и пароксизмалне суправентрикуларне тахикардије (ПСВТ).                                                                                              |
| Пропранолол | Неселективни бета адренергични антагонист који се користи за лечење хипертензије, ангине пектоорис, преткоморске фибрилације, инфаркта миокарда, мигрене, есенцијалног тремора, хипертрофичне субаортне стенозе и феохромоцитома. |
| Картеолол   | Бета адренергички антагонист који се користи за лечење аритмије, ангине пекторис, хипертензије и глаукома. |
| Лабеталол   | Алфа и бета адренергички антагонист који се користи за лечење хипертензије, ангине пекторис и синдрома прекомерне активности симпатикуса.                                                                                         |
| Буциндолол  | Лек који је испитан у случају срчане инсуфицијенције. |
| Карведилол  | Неселективни бета-адренергични антагонист који се користи за лечење благе до тешке хроничне срчане инсуфицијенције, хипертензије и дисфункције леве коморе после инфаркта миокарда код клинички стабилних пацијената.             |
| Надолол     | Неселективни бета-адренергични антагонист који се користи за лечење аритмија, ангине пекторис и хипертензије. |
| Окспренолол | Неселективни бета-адренергични антагонист који се користи за лечење хипертензије, ангине пекторис, аритмија и анксиозности. |
| Пенбутолол  | Бета-адренергички антагонист који се користи за лечење благе до умерене артеријске хипертензије, сам или у комбинацији са другим антихипертензивним агенсима.                                                                     |
| Нифедипин   | Дихидропиридин блокатор калцијумових канала индикован за лечење неколико подтипова ангине пекторис и хипертензије. |
| Лидофлазин  | Није означено |
| Перхексилин | За лечење тешке ангине пекторис. |

## Нежељена дејства
Главне нуспојаве код употребе ових лекова јављују се првенствено када се примењују у великим дозама, посебно код старијих особа, иако велике дозе нису потребне за клиничке предности. Највећи штетни учинци укључују:
- срчане аритмије,
- гастроинтестиналне симптоме (нпр анорексија, мучнина и повраћање)
- неуролошке симптоме (нпр.визуални поремећаји, дезоријентација и конфузија).